# Herne-Eickel
Eickel ist ein Stadtteil von Herne im gleichnamigen Stadtbezirk Eickel in Nordrhein-Westfalen.

## Geographie
Eickel liegt im Ruhrgebiet, naturräumlich im Übergang des Westenhellwegs zum südlichen Emscherland. Das Gelände steigt bis auf etwa 62 m üNN.

### Benachbarte Stadtteile
Im Norden und Nordosten grenzt Eickel an den Stadtteil Wanne-Süd, im Westen an den Stadtteil Röhlinghausen. Eickel grenzt ebenfalls an die Stadt Bochum, an den Stadtteil Hordel im Süden und den Stadtteil Hofstede im Südosten.

## Geschichte

Das Wappen der Ritter von Eickel ist seit 1275 belegt

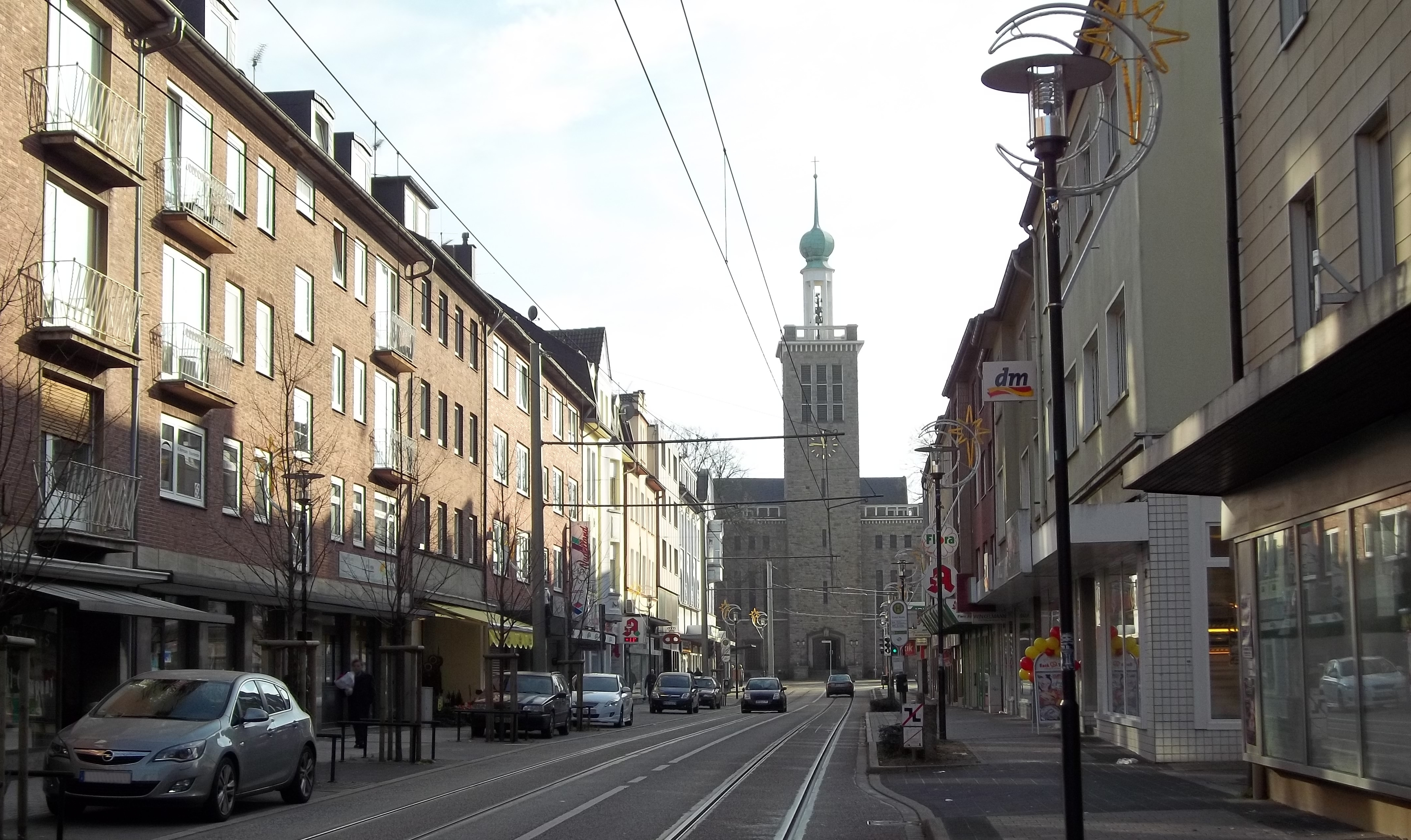
Hauptstraße in Eickel mit der Johanneskirche, 2010

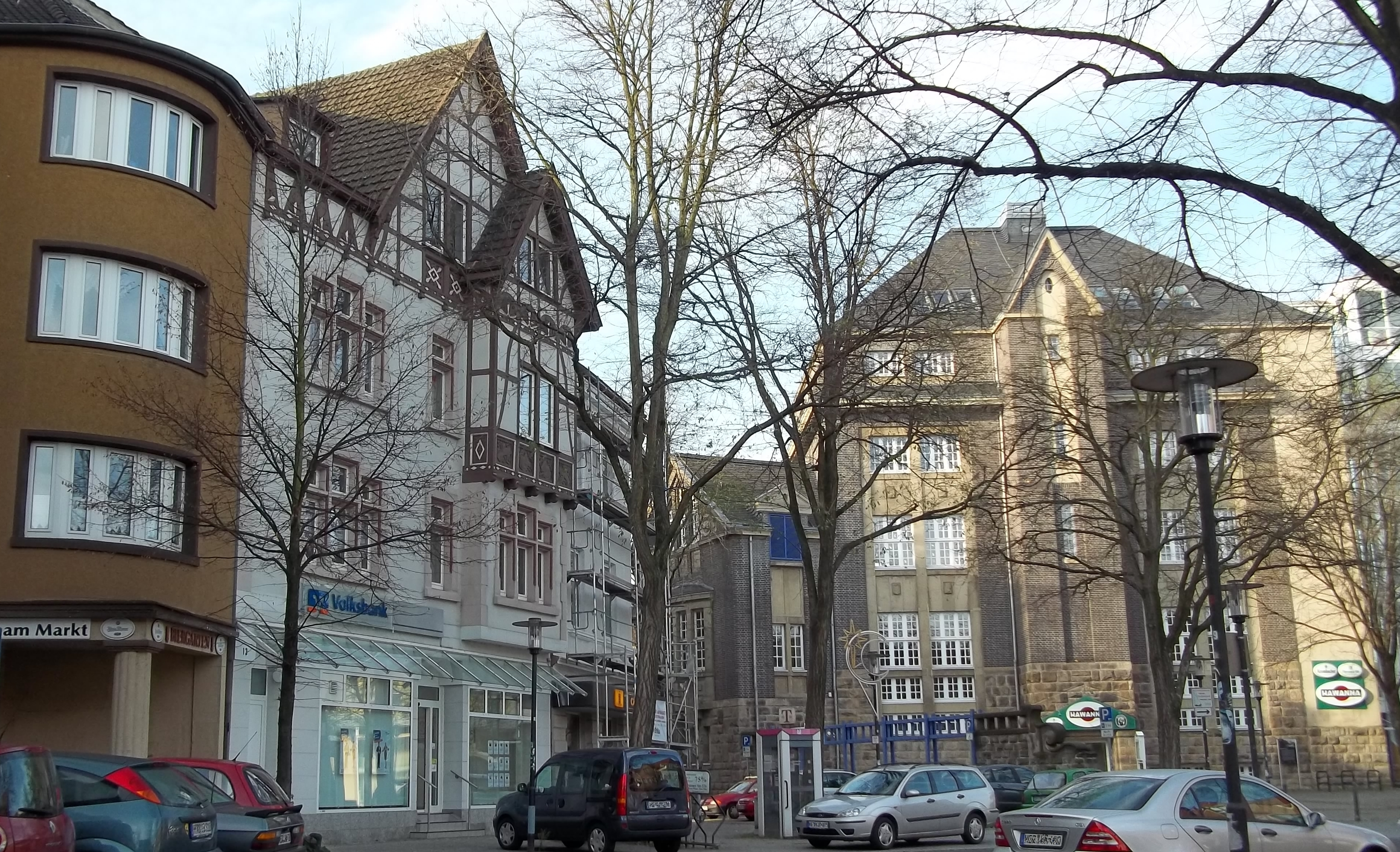
Häuser am Eickeler Markt, rechts das Gebäude der ehemaligen Hülsmann-Brauerei, 2010

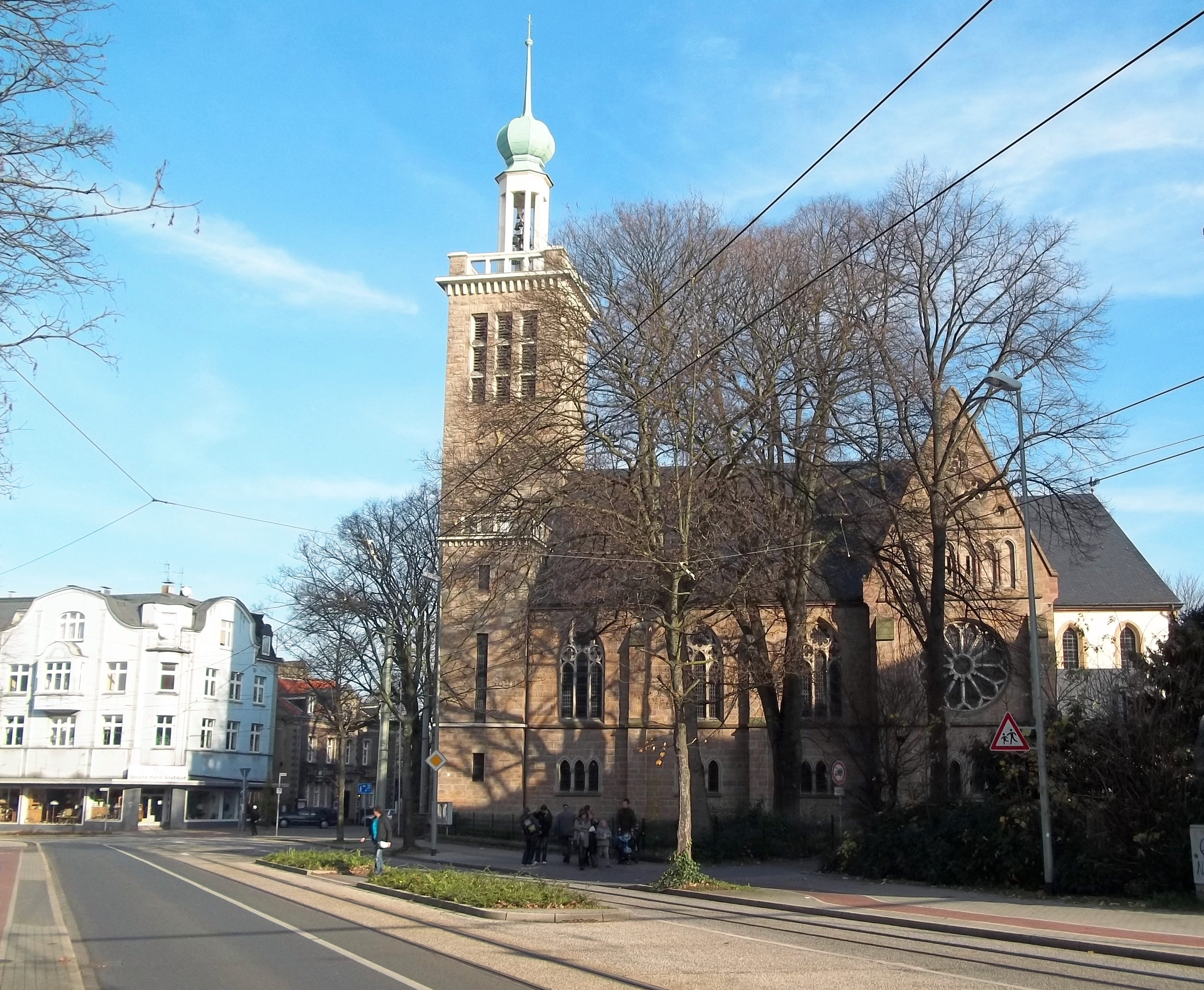
Evangelische Johanneskirche in Eickel, 2010

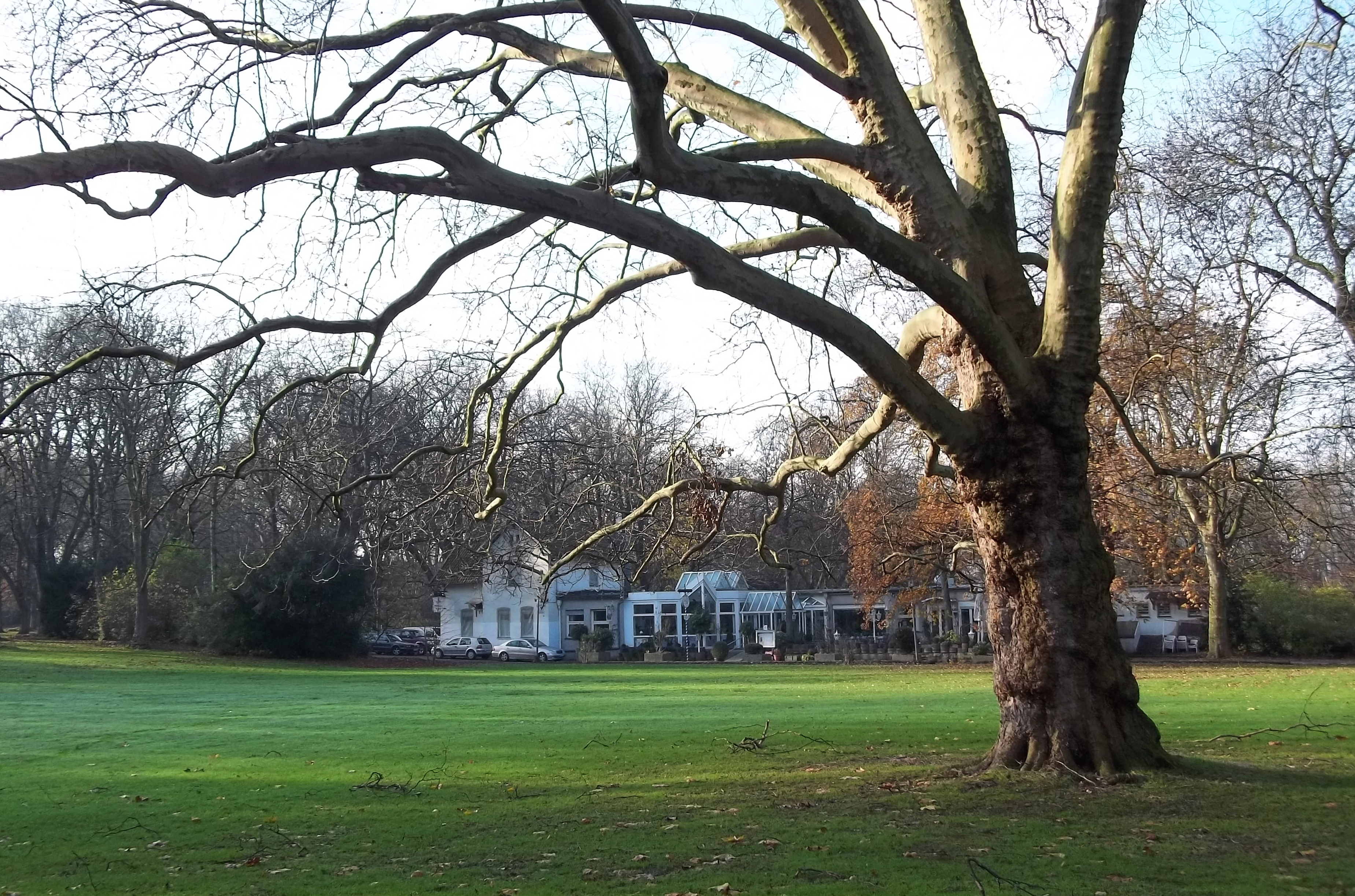
Volkspark Eickel, im Hintergrund das Restaurant Parkhaus, 2010

Sagenhaft ist die frühmittelalterliche Erwähnung Eickels als eclo. Gesichert wird Eickel für das Hochmittelalter genannt. Eine Urkunde, datiert auf das Jahr 1085, behauptet den Besitz des Oberhofes Eycklo, also Eickel, durch das Benediktinerkloster St. Pantaleon in Köln. Die Urkunde ist wahrscheinlich eine Fälschung aus der Mitte des 12. Jahrhunderts, was damals gängige Praxis war, um nicht schriftlich festgehaltene Ansprüche zu dokumentieren. Vor dem Jahr 1190 hatte Wessel von Strünkede die Vogtei für St. Pantaleon über deren Oberhof Eickel inne. 1225 verwaltete den Schultenhof Heinrich von Eickel für den Grafen Friedrich von Isenberg in dessen Eigenschaft als Vogt.
Anfang des 14. Jahrhunderts wurde für Eickel die erste Kirche genannt. Im Schatboick in Mark von 1486 wurden für Ekell im Nederampt van Bouckhem, also im Niederamt Bochum, 36 Hofesnamen als steuerpflichtig aufgeführt. 1690 erhielten die Herren von Strünkede zur Dorneburg als Entschädigung für Landverluste am Niederrhein bei Mehrum die Jurisdiktion über das Dorf Eickel, die Bauerschaften Bickern und Holsterhausen sowie über einige Leute und Güter zu Röhlinghausen.
1808 gehörte Eickel während der napoleonischen Zeit zur Mairie Herne. Aus dieser entstand die Bürgermeisterei Herne, schließlich das Amt Herne. Die preußische Gemeinde Eickel wurde mit den Gemeinden Bickern, Crange, Holsterhausen und Röhlinghausen am 1. August 1875 zum Amt Wanne im Kreis Bochum vereinigt. Zuvor gehörten alle im Amt Wanne vereinigten Gemeinden dem Amt Herne an.
Bereits 1872 war der Schacht 2 der Zeche Hannibal in Eickel abgeteuft worden. 1876 konnte mit der Kohleförderung begonnen werden. Für die Zeche Hannover wurde 1874 eine Zechenkolonie in Eickel errichtet. 1869 hatte Heinrich Hülsmann für seine Brauerei in Eickel ein massives Brauhaus mit einem Sudwerk für die Dampfkochung errichten lassen. Das Unternehmen, dessen Geschichte sich bis 1692 am Ort zurückverfolgen lässt, profitierte vom wirtschaftlichen Aufschwung des ausgehenden 19. Jahrhunderts. Auch einen Bahnanschluss erhielt Eickel. Die Station Hordel-Eickel lag an der Strecke von Bochum nach Wanne.
Mit der raschen Industrialisierung in der zweiten Hälfte des 19. Jahrhunderts wuchsen die Gemeinden beträchtlich. 1885 kam das Amt Wanne zum neuen Landkreis Gelsenkirchen. 1891 wurde das Amt Wanne geteilt, es entstand das neue Amt Eickel mit den Gemeinden Eickel und Holsterhausen. Im Amt Wanne verblieben die Gemeinden Wanne (ehemals Bickern), Crange und Röhlinghausen. 1895 hatte das Kirchdorf Eickel 8825 Einwohner, die Bauerschaft Holsterhausen zählte 3175. Am 1. April 1910 wurde Holsterhausen nach Eickel eingemeindet. Das Amt Eickel bestand sodann nur noch aus einer Gemeinde.
1913 erreichte die Kohleförderung des Eickeler Schachtes der Zeche Hannibal 983.000 Tonnen. Beschäftigt waren dafür 3570 Bergleute. 1926 wurde die Förderung dort stillgelegt, doch diente Schacht 2 weiterhin zu Bewetterung für die Schachtanlagen Hannibal 1/3.
Am 1. April 1926 wurden die beiden Ämter Wanne und Eickel zur kreisfreien Stadt Wanne-Eickel vereinigt. Kleinere Gebiete wurden nach Herne (47 ha) und Bochum (9 ha) umgegliedert. Im Zweiten Weltkrieg wurde die Doppelstadt durch alliierte Bombenangriffe stark zerstört. Nach dem Zweiten Weltkrieg stieg die Einwohnerzahl weiter an, so dass Wanne-Eickel 1955 mit Erreichen von 100.000 Einwohnern Großstadt wurde. Doch konnte Wanne-Eickel als selbständige Stadt nicht einmal fünf Jahrzehnte existieren. Um der drohenden Eingemeindung nach Bochum im Rahmen einer Gemeindegebietsreform zu entgehen, beschloss der Rat von Wanne-Eickel ein Zusammengehen mit der etwa gleich großen Nachbarstadt Herne. Diesem Wunsch folgte der Landtag Nordrhein-Westfalen im Ruhrgebiet-Gesetz und so entstand zum 1. Januar 1975 die neue Stadt Herne, in welcher vier neue Stadtbezirke gebildet wurden. Einer ist der heutige Stadtbezirk Eickel, zu dem der Stadtteil Eickel gehört.

## Statistik
Zum 31. Dezember 2019 lebten 10.193 Einwohner im Ortsteil Eickel, davon 7.551 Einwohner im statistischen Bezirk Eickel-Kern und 2.642 Einwohner im statistischen Bezirk Hannover.

### Eickel-Kern
Struktur der Bevölkerung im statistischen Bezirk Eickel-Kern im Jahr 2019:
- Bevölkerungsanteil der unter 18-Jährigen: 12,5 % (Herner Durchschnitt: 16,0 %)[5]
- Bevölkerungsanteil der mindestens 65-Jährigen: 31,2 % (Herner Durchschnitt: 21,8 %)[6]
- Ausländeranteil: 12,2 % (Herner Durchschnitt: 18,7 %)[7]
- Arbeitslosenquote: 6,1 % (Herner Durchschnitt: 7,9 %)[8]

### Hannover
Struktur der Bevölkerung im statistischen Bezirk Hannover im Jahr 2019:
- Bevölkerungsanteil der unter 18-Jährigen: 14,9 % (Herner Durchschnitt: 16,0 %)[5]
- Bevölkerungsanteil der mindestens 65-Jährigen: 20,5 % (Herner Durchschnitt: 21,8 %)[6]
- Ausländeranteil: 9,5 % (Herner Durchschnitt: 18,7 %)[7]
- Arbeitslosenquote: 4,7 % (Herner Durchschnitt: 7,9 %)[8]

## Verkehr

### Öffentlicher Personennahverkehr
Eickel liegt verkehrsgünstig. Der Stadtteil wird durch die Stadtbusse der Straßenbahn Herne–Castrop-Rauxel GmbH und der Bogestra erschlossen. Zusätzlich ist  dieser Stadtteil durch die Straßenbahnlinien 306 Wanne-Eickel Hbf–Bochum Hbf und 316 Wanne-Eickel Hbf-Bochum-Gerthe der Bochum-Gelsenkirchener Straßenbahnen AG gut an das Öffentliche Verkehrsnetz angebunden. Die Nahverkehrsunternehmen sind im VRR zusammengeschlossen.
| Linie | Verlauf | Takt (Mo–Fr)                            | Betreiber |
| ----- | --- | --------------------------------------- | --------- |
| 306   | Wanne-Eickel Hbf – Eickel Kirche – Eickel Auf der Wenge – Bochum-Hofstede – Bochum-Hamme Amtsstr. – Bochum Rathaus – U Bochum Hbf | 15 min                                  | Bogestra  |
| 316   | Wanne-Eickel Hbf – Eickel Kirche – Eickel Auf der Wenge – Bochum-Hofstede – Hamme Amtsstr. – Bochum Rathaus – U Bochum Hbf – U Planetarium – Vonovia Ruhrstadion – Harpen – Gerthe Heinrichstr. | 15 min (zur HVZ)                        | Bogestra  |
| 329   | Unser Fritz – Wanne-Nord – Freizeitbad Wananas – Wanne-Eickel Hbf – Solbad – Röhlinghausen – Eickel Auf der Wenge | 30 min                                  | HCR       |
| 368   | Wanne-Eickel Hbf − Eickeler Bruch – Röhlinghausen – Bochum-Hordel – Hamme – BO Präsident Bf – Bochum Rathaus – Bochum Hbf – Lohring – Altenbochum – Kornharpen – Ruhr-Park/UCI | 30 min                                  | Bogestra  |
| 385   | Gelsenkirchen Hbf – Gelsenkirchen-Neustadt – Ückendorf – Herne-Röhlinghausen Markt – Eickel Kirche – Bochum-Hofstede, Hannibal Einkaufszentrum – Riemke Markt – (Rensingstraße – Bochum-Riemke, Zillertal) / Keplerweg                                                                                      | 30 min                                  | Bogestra  |
| 390   | Linden Mitte – Oberdahlhausen Scharpenseelstr. – Höntrop Gerdes Feld – WAT-Höntrop – Höntrop Kirche – Wattenscheid August-Bebel-Platz – Günnigfeld Ulrichstr. – Bochum-Hordel Röhlinghauser Str. – Herne-Röhlinghausen Markt – Eickel Auf der Wenge – Holsterhausen Dorstener Str. – Herne Mitte – Herne Bf | 30 min 15 min (Oberdahlh.–Wattenscheid) | Bogestra  |
| 391   | Herne Bf – Herne Mitte – Holsterhausen – Eickel – Röhlinghausen – Wanne-Eickel Hbf | 30 min                                  | HCR       |
| NE34  | NachtExpress: Wanne-Eickel Hbf → Crange → Unser-Fritz → Wanne-Eickel Hbf → Bickern → Röhlinghausen → Eickel → Mondpalast → Wanne-Eickel Hbf Fährt in den Nächten Freitag/Samstag, Samstag/Sonntag, vor Feiertagen und nach besonderer Ankündigung                                                           | 60 min                                  | HCR       |

Der nächste Bahnanschluss ist Wanne-Eickel Hauptbahnhof. Dieser größte Bahnhof in Herne liegt auf dem Gebiet des Stadtteils Wanne, auf der Grenze der Stadtbezirke Eickel und Wanne. Die Deutsche Bahn AG plante den Bahnhof in Herne-Wanne umzubenennen.

### Straßenverkehr
Die nächstgelegene Autobahnauffahrt ist die Anschlussstelle Herne-Eickel an der A 43. Im Süden, im Bochumer Stadtteil Hamme, ist eine Autobahnauffahrt der A 40. Östlich des Stadtteils verläuft die Bundesstraße 226.

## Eickel in der Literatur
Das Gedicht Heimkehr von Fred Endrikat enthält Reminiszenzen an dessen Kindheit und Jugend in Eickel sowie den dortigen Volkspark. Der Künstler und Schriftsteller Thomas Kapielski verarbeitete die Eindrücke seines Erholungsurlaubes in Eickel in seinem Buch Weltgunst. Denkwürdigkeiten 2002 bis Sommer 2004.

## Bekannte Eickeler
- 1878, 13. März: Hermann Schultz, Landrat
- 1885, 22. Januar, Fritz Lange, Ringer, Olympiateilnehmer
- 1887, 23. November: Heinrich Pette, Arzt und Neurologe
- 1901, 18. Juli: Joachim Beckmann, evangelischer Theologe
- 1902, 15. November: Otto Neuloh, Soziologe  und Arbeitswissenschaftler
- 1922, 10. April: Hans-Eugen Schulze, Richter am Bundesgerichtshof
- 1949, 03. März: Friedrich Gerhard Klimmek, Kriminalromanautor und Rechtsanwalt
- 1975, 13. Mai: Robin Alexander, Journalist und Autor